# Marc Bourhis
Pour les articles homonymes, voir Bourhis.
Marc Bourhis, né le 16 février 1907 à Lézardrieux et mort fusillé par les Nazis le 22 octobre 1941 à Châteaubriant, est un militant communiste trotskiste.

## Avant la guerre
Marc Bourhis milite dans une cellule communiste de Concarneau de 1930 à 1933. Instituteur, il est, dans le Finistère, l'animateur de la tendance syndicaliste révolutionnaire de l'enseignement : l'École émancipée. Il entre en relation avec les organisations trotskystes en 1935. Il organise et préside un meeting local du Parti ouvrier internationaliste le 29 décembre 1937. Ensuite, il entre avec des militants trotskystes au Parti socialiste ouvrier et paysan, le PSOP.

## Pendant la guerre
En août 1939, il se rapproche de Pierre Guéguin, maire communiste de Concarneau, qui condamne le pacte germano-soviétique et rompt avec le parti communiste. Arrêté  comme communiste, alors qu'il était en classe avec ses élèves, il fait partie des otages désignés par Pierre Pucheu pour être exécutés après la mort de Karl Hotz, tué par la Résistance à Nantes, le 20 octobre 1941.
Il est fusillé avec 27 autres otages, le 22 octobre 1941, à la Carrière des Fusillés de Châteaubriant, dans l'après-midi.

## Après la guerre
La présence de ces communistes antistaliniens fut longtemps niée par le PCF.
Dans les années 1990, le Parti Communiste Français a reconnu la présence de ce trotskiste parmi les fusillés de Châteaubriant. Alain Krivine, porte-parole de la L.C.R., participera aux cérémonies de commémoration.
Une école de Bretagne porte son nom : le Groupe scolaire Marc-Bourhis, école maternelle et primaire, à Trégunc.

## Sources